# ابوالحسن شعرانی
ابوالحسن شَعرانی، معروف به علامه شَعرانی (۱۲۸۰–۸۱ تا ۱۳۵۲ شمسی)، دانشمند و استاد علوم اسلامی و رشته‌های گوناگون از جمله تاریخ، فلسفه، هیئت، ریاضیات و ادبیات بود. وی در طول حیات علمی خود آثاری متنوع در این زمینه‌ها تألیف کرد و به چند زبان از جمله عربی و فرانسوی تسلط داشت. 
شَعرانی از محضر استادانی چون عبدالکریم حائری یزدی، مهدی آشتیانی و محمود قمی بهره برد و خود شاگردانی همچون هاشم آملی، حسن حسن‌زاده آملی و عبدالله جوادی آملی را پرورش داد. آثار او طیف گسترده‌ای از موضوعات تفسیری، حدیثی، کلامی و فلسفی را دربرمی‌گیرد. از جمله تألیفات وی می‌توان به حاشیه‌نویسی بر تفسیر مَجمَعُ‌البَیان و تصحیح آن اشاره کرد.
قبر ابوالحسن شَعرانی در مقبره خانوادگی خود، واقع در نزدیکی آرامگاه عبدالعظیم حسنی در شهر ری قرار دارد.

## سرگذشت کوتاه
ابوالحسن، فرزند محمد و از نوادگان فتح‌الله کاشانی، در سال ۱۳۲۰ قمری/۱۲۸۰–۸۱ شمسی در تهران دیده به جهان گشود. در سال‌های نخستین زندگی، آموزش‌های ابتدایی از جمله قرآن، تَجوید و ادبیات عرب را نزد پدر خویش فراگرفت. سپس به تحصیل علوم متداول در حوزه‌های علمیه تهران، به‌ویژه نزد استادان مدرسه فخریه (که امروزه با نام مدرسه مَروی شناخته می‌شود) و نیز استادان قم پرداخت.
وی در گستره‌ای وسیع از دانش‌ها صاحب‌نظر بود و در رشته‌هایی همچون فلسفه اسلامی، عرفان، ریاضیات، هیئت، موسیقی، ادبیات فارسی و عربی، تاریخ، ترجمه و تفسیر قرآن، حدیث‌شناسی و فقه تَبَحُر داشت. دقت نظر و ژرف‌نگری او در مباحث علمی، از ویژگی‌های بارز شخصیت علمی‌اش به شمار می‌رفت.
از جمله فعالیت‌های علمی او می‌توان به ترجمه کتاب هیئت فِلاماریون از زبان فرانسوی اشاره کرد که پس از آن، خود به تدریس این اثر پرداخت. سید حسن مدرس، از چهره‌های سرشناس آن دوران، به وی دستور داد تا در مدرسه عالی سپهسالار (مدرسه شهید مطهری کنونی) به آموزش ریاضیات مشغول شود. وی در جلسات متعددی به تبلیغ و تبیین اصول احکام دینی، مسائل اخلاقی و پاسخگویی به شبهات مردم می‌پرداخت. همانگونه که گفته شد، شعرانی بر چند زبان از جمله عربی، عبری و فرانسوی نیز تسلط کامل داشت.
شعرانی مدتی منصب «ناظر شرعیات» در وزارت فرهنگ حکومت پهلوی را داشت، و از سال ۱۳۳۲ تا ۱۳۴۴ شمسی، عنوان «مجتهد شورای عالی فرهنگ» را حائز بود.

## استادان
ابوالحسن شَعرانی طی سال‌ها تحصیل در حوزه‌های علمیه گوناگون، از استادان بسیاری کسب دانش کرد. نام برخی آموزگاران وی بشرح ذیل است: محمد (پدرش)، حبیب‌الله «ذوالفنون»، مهدی آشتیانی، محمود قمی، عبدالکریم حائری، عبدالنبی نوری و ابوتراب خوانساری.
 

## شاگردان
ابوالحسن طی سالیان طولانی، شاگردان بسیاری را از دانش خود بهره‌مند ساخت، که نام برخی از ایشان عبارتست از: هاشم آملی، عبدالله جوادی آملی، حسن حسن‌زاده آملی، محمدحسن احمدی فقیه یزدی، علی‌اکبر غفاری، جلال‌الدین محدث اُرمَوی، رضی شیرازی و عمادالدین شهرستانی.
وی در اجازه‌نامه روایی‌ای که برای حسن‌زاده صادر نموده، یادآور شده است که «بیست سال بلکه بیشتر او را آزمودم و امتحان نمودم، در این مدت در او چیزی جز جِد و اجتهاد ندیدم».
 

## آثار
شَعرانی بیش از ۳۵ عنوان کتاب چاپ‌شده، در شاخه‌های مختلف علوم اسلامی دارد، و برخی کتب وی نیز تاکنون چاپ نشده‌اند. در ادامه به معرفی سه کتاب از وی می‌پردازیم.

### راه سعادت
خط مشی کلی شعرانی در این کتاب، این است که با علم کلام، به دفاع عقلانی از مسائل غالباً سؤال‌برانگیز تشیع دوازده‌امامی بپردازد. وی در این کتاب به موضوعاتی از قبیل دفاع از معجزات محمد، پیامبر اسلام، توضیح مفاهیمی مثل «کوه‌ها میخ‌های زمین‌اند»، و عصمت امامان شیعه دوازده‌امامی می‌پردازد.
نویسنده در مقدمه هدف خود از نوشتن کتاب را اینگونه عنوان کرده، «راه آن است که پیغمبر ما محمد بن عبدالله آورد، و به یاری خداوند در این کتاب ثابت می‌کنیم که دعوت او حق است، و دین او صِدق، و او از جانب خدای تعالی فرستاده شده است؛ و نیز اینکه شبهات مُعانِدان دین، و مخصوصاً نَصاریٰ باطل است».
در بخشی از متن کتاب، درباره دفاع از معجزه شَق‌ُالقَمَر محمد آمده، «شق‌القمر را مُنکِر می‌شوند، و اگر چیزی چندان غریب نباشد، مانند آن قحطی به دعای موسی (ع) گویند: این معجزه نیست! و اگر شعبده‌بازی و چشم‌بندی‌های جادوان تا امروز نمانده بود، آن حکایت جادوان قدیم را هم منکر می‌شدند‌؛ چنانکه تا مدتی تسخیر ارواح را انکار می‌کردند، و امروز به تحقیق پیوسته است. اکنون هم بسیاری از عجائب که به چشم خود دیده‌ایم، و برای اینگونه مردم نقل می‌کنیم، می‌خندند و افسوس می‌کنند. مانند مِنارجُنبان اصفهان و در خواب‌دیدن وقایع آینده که برای همه کس اتفاق افتاده است، و برای آن تأویلات و توجیهات بی‌معنی می‌کنند. به هر حال افکار مَلاحِدِه جامد است و عقل ندارند و احتجاج قرآن را بر آنها پیش از این گفتیم».
نویسنده در انتهای کتاب خود، از خوانندگان می‌خواهد صفحات ۸۹ تا ۲۳۲ را خوب بخوانند، که البته در چاپ‌های متفاوت کتاب ممکن است، حدود دیگری از محتوای آنرا شامل شود. در ادامه او از ابوالحسن طالقانی و عباسقلی بازرگان تبریزی نام می‌برد، که بسیاری از مطالب کتاب را به‌دلیل مذاکره در مجلس تبلیغی آن‌دو آماده کرده بود.

### ترجمهنَفَسُ المَهمومبه فارسی
در این ترجمه که برای اولین بار با نام دَمعُ السُجوم فی تَرجِمَةِ نَفَسِ المَهموم منتشر شد، شَعرانی به ترجمه کتاب نَفَسُ المَهموم فی مَقتَلِ سَیِدِنا الحُسَینِ المَظلوم، نوشته عباس قمی (۱۲۵۵–۵۶ تا ۳۰ دی سال ۱۳۱۹) می‌پردازد. کتاب به عربی بوده و به گزارش تاریخی-شیعی کشتن خشونت‌بار حسین بن علی در کربلا، و وقایع مرتبط قبل و بعد از آن پرداخته است.
مترجم در مقدمه خود، قصدش از اینکار را فراهم‌کردن توشه‌ای برای آخرتش عنوان کرده است. وی بنابه صلاحدید خود، توضیحاتی نیز در قسمت‌های مختلف کتاب آورده است. شَعرانی در پایان نیز شرح حالی برای عباس قمی نوشته است.
در ادامه نمونه‌ای از ترجمه آورده شده: «شیخ مفید گفت: چون با حسین (ع) نماند مگر سه تن از اهل بیت او، روی به آن قوم آورد و آنها را می‌راند و دور می‌ساخت؛ و آن سه تن حمایت می‌کردند، تا آنها کشته شدند، و امام (ع) تنها ماند، و زخم‌های سنگین بر پیکر شریفش آمده بود؛ پس شمشیر بر آنها می‌زد، و آنان از راست و چپ پراکنده می‌شدند. حمید بن مسلم گفت: ندیدم بی یار مانده‌ای و تنها شده‌ای، که فرزندان و اهل بیت و یاران او کشته شوند، بدان قوت قلب و ضبط نَفْس که او بود، و پیادگان بر او حمله می‌کردند، و آنها را از راست و چپ می‌راند، چنانکه گله بُزان وقتی گرگ بر آنها حمله می‌کند.»

### ترجمهصحیفه سجادیهبه فارسی
صحیفه سجادیه مجموعه ادعیه برای موقعیت‌های مختلف زندگی انسان، منسوب به علی بن حسین «زین‌العابدین»، امام چهارم شیعیان دوازاده‌امامی است. شَعرانی علاوه بر مقدمه‌‌ای در ابتدای کتاب، در قسمت‌های مختلف آن همانند دَمعُ السُجوم، به صلاحدید خود توضیحاتی نیز آورده است.
نمونه ترجمه و توضیحات وی: «خدایا اگر پی تو بگریم، چندان که مُژگان چشمم بریزد، و زاری کنم چندان که نفسم بگیرد، و در خدمت تو بایستم که پاهای من آماس کند، و چندان به تعظیم خم شوم که مهره پشت من به درآید، و پیشانی بر خاک نهم، تا چشم‌هایم از کاسه بیرون شود، و در همه عمر خاک زمین خورم، و آب خاکستر نوشم، و پیوسته نام تو را بر زبان آرم، تا زبانم فرو ماند، و از شرم چشم سوی آسمان برندارم، سزاوار آن نیستم که یک گناه از گناهان من پاک شود.»

## درگذشت
ابوالحسن در اواخر عمر خود دچار بیماری قلب و ریه گردید، و پس از مدتی به‌خاطر شدت بیماری به آلمان غربی اعزام، و در یکی از بیمارستان‌های شهر هامبورگ بستری شد. سرانجام شَعرانی در ۱۲ آبان ۱۳۵۲ شمسی در بیمارستان درگذشت، و چند روز بعد به تهران منتقل شد. پیکر او را در نهایت در نزدیکی آرامگاه عبدالعظیم «حسنی» شهر ری، در مقبره خانوادگی‌اش به خاک سپردند.
ابوالحسن در قسمتی از وصیت‌نامه‌اش نوشته، «چه بسا نادانی بپندارد که در صدر اسلام، مجتهد و مُقَلِد و علم اصول و علم نحو وجود نداشته، و مدرسه و خانقاه و مرشد و ذکر و حلقه‌ای در کار نبوده است؛ پس به این افراد (و گفتارشان) نباید توجه کنی؛ زیرا دشمنان علم در هر زمان زیاد بوده‌اند، و در عصر ما—به جهت غلبه کفار و نَصاریٰ—بیشتر هم شده‌اند. اگر بنا باشد که هرچه در صدر اسلام وجود نداشته، اکنون حرام باشد، پس ساختن مدارس، آموختن نحو و صَرف، حفظ اصطلاحات حدیث و نقل و روایت آنها، و اجازه روایت—چنانکه میان اهل حدیث متداول است—نیز باید حرام باشد. [در صورتی که چنین نیست.] گمان خود را نسبت به مردم و خداوند متعال نیکو گردان. و آخرین سفارش من ورع و تقواست. خداوند ما و شما را در راه خشنودی خود موفق بدارد».

## دیدگاه‌ها
با توجه به تسلط شعرانی در شاخه‌های مختلف علوم اسلامی و نیز بعضی علوم غیردینی، وی در مسائل گوناگون علمی نظر به‌خصوص خود را داشت، و به‌اصطلاح صاحب‌نظر بود. در ادامه دیدگاه‌هایی از وی در مورد چند مسأله آورده شده است.
- شعرانی در شرح حدیث دوم از «بَابُ اَلرَّدِّ إِلَى اَلْكِتَابِ وَ اَلسُّنَّةِ وَ أَنَّهُ لَيْسَ شَيْءٌ مِنَ اَلْحَلاَلِ وَ اَلْحَرَامِ وَ جَمِيعِ مَا يَحْتَاجُ اَلنَّاسُ إِلَيْهِ إِلّا وَ قَدْ جَاءَ فِيهِ كِتَابٌ أَوْ سُنَّةٌ» در «كِتَابُ فَضْلِ اَلْعِلْمِ» از کتاب الکافی، به بررسی سخنان محمد بن علی «باقر» پرداخته است. وی بیان می‌کند: اگر پرسیده شود چرا تمام علوم از جمله درمان سرطان یا روش‌های ریاضی در قرآن ذکر نشده، پاسخ آن است که هدف اصلی دین و رسالت پیامبران، تربیت انسان و نشان دادن مسیر سعادت است؛ امری که انسان به تنهایی قادر به تشخیص آن نیست. علوم دیگری که بشر می‌تواند با ابزارهای شناختی خود به آنها دست یابد، به متخصصان هر رشته واگذار شده است. هرگاه در قرآن اشاره‌هایی به علوم طبیعی مشاهده می‌شود، این اشارات جنبه ثانوی و اعجازآمیز دارند. چنانچه پیامبران برای گسترش این علوم مبعوث شده بودند، می‌بایست تفصیلات علوم پزشکی و نجوم در قرآن و سنت بیان می‌شد. افزون بر این، اگر تلاش آنان صرفاً معطوف به پیشرفت این علوم بود، آن مقام والای انسانی و تقرب به خداوند محقق نمی‌گردید.
در اینجا ممکن است این پرسش مطرح شود که چگونه برخی روایات مانند حدیث چهارم همین باب از جعفر بن محمد «صادق» که می‌‌گوید: «هیچ چیز نیست مگر آنکه در کتاب یا سنت آمده است»، با این دیدگاه سازگار است؟ ابوالحسن در پاسخ این اشکال توضیح داده است که چنین درکی از قرآن ویژه اولیای الهی است که به باطن قرآن دسترسی داشته و با علم حضوری، افعال الهی را مشاهده می‌کنند. از آنجا که شناخت علت مستلزم شناخت معلول است و تمام موجودات با وجود تفاوت‌های ظاهری، در حقیقت مظاهر وجود فقیر و وابسته به حق تعالی هستند، با معرفت به خداوند همه چیز شناخته می‌شود. این همان دلیلی است که عرفا را قادر می‌سازد گاه از وقایع گذشته و آینده خبر دهند. اینگونه دانش، آگاهی به اصول کلی است که قابل تطبیق بر مصادیق جزئی می‌باشد، همچون دانش پزشک نسبت به بیمارانش. شایان ذکر است که چنین بهره‌برداری‌ای از کتاب تدوینی الهی که قطعاً با کتاب تکوینی او مطابقت دارد، در مرحله اول خاص معصومین به عنوان مخاطبان اصلی قرآن بوده و سپس در اختیار اولیای الهی قرار می‌گیرد که قرآن را آیینه‌ای از حقیقت و فعل خداوند می‌بینند.[۳۴]
- ابوالحسن شعرانی با استناد به روایتی که در آن شخصی از محمد «باقر» درباره درآمد زنان خواننده پرسید و او پاسخ داد: «اَلَّتِي يَدْخُلُ عَلَيْهَا اَلرِّجَالُ حَرَامٌ وَ اَلَّتِي تُدْعَی إِلَی اَلْأَعْرَاسِ لَيْسَ بِهِ بَأْسٌ»، بیان می‌کند: برداشت بنده از این حدیث شریف آن است که هرگاه صدای زن نامحرم از روی شهوت و به قصد رِیبِه باشد، و ذات صدا—به‌تنهایی—چه زشت و ناموزون باشد و چه زیبا و موزون، با نیت کامجویی شنیده شود، از مصادیق غناء حرام محسوب می‌گردد.
این روایت، اولین حدیث در «بَابُ كَسْبِ اَلْمُغَنِّيَةِ وَ شِرَائِهَا» از «كِتَابُ اَلْمَعِيشَةِ» کتاب الکافی است.
همچنین روایت مشابهی در «بَابُ مَا يَجُوزُ مِنَ الْأَشْيَاءِ» کتاب قُربُ‌الاِسناد از علی بن جعفر نقل شده که وی از برادرش درباره حکم آوازخوانی در مراسم جشن و اعیاد فطر و قربان سؤال کرد و موسی «کاظم» پاسخ داد: «لَا بَأْسَ بِهِ مَا لَمْ يُعْصَ بِهِ».
شعرانی در ادامه می‌افزاید: از این حدیث چنین استنباط می‌شود که صدا به ذات خود حرام نیست.[۳۵]
- شعرانی معتقد است اِجماع امامیه و علمای شیعه در اصول دین و برخی فروع دین از طریق روایات قابل استخراج است. بر این اساس، او هر روایتی را که با ضروریات دینی، اجماع علمای اسلام یا اجماع علمای شیعه در تعارض باشد، رد کرده و نمی‌پذیرد.
در «كِتَابُ اَلتَّوْحِيدِ» از الکافی، در «بَابٌ فِي إِبْطَالِ اَلرُّؤْيَةِ»، روایتی از علی بن موسی «رضا» نقل شده است: «هرگاه روایاتی مخالف قرآن باشند، آنها را تکذیب می‌کنم، و آنچه مسلمانان بر آن اجماع دارند این است که علم به او احاطه ندارد و چشم‌ها او را نمی‌بینند و هیچ چیز مانند او نیست...». ابوالحسن در شرح این روایت بیان می‌کند که سخن امام درباره اجماع مسلمانان، دلیلی بر حجیت اجماع است و می‌توان آن را معیاری برای رد روایات مخالف قرار داد.
اگرچه اخباریان در سه جنبه—وجود اجماع مسلمین، امکان علم به آن و حجیت آن—تردید کرده‌اند، کلام امام پاسخ این شبهات است. ممکن است پرسیده شود در مسئله‌ای اختلافی مانند رؤیت خداوند، چگونه می‌توان به اجماع استناد کرد؟ پاسخ آن است که گاه در اصل حکم کلی اجماع وجود دارد، اما در مصادیق و تطبیق آن اختلاف نظر پدید می‌آید. بنابراین، استناد به اجماع در اصل حکم کلی اشکالی ندارد.
در مسئله رؤیت، اجماع مسلمانان بر این است که—چنانکه در قرآن آمده—«چشم‌ها او را درنمی‌یابند». حتی ظاهریان که قائل به رؤیت هستند، تأویل عباراتی مانند «یَدُالله» و «وَجه‌ُالله» را جایز می‌شمرند و ناگزیر باید به حکم قرآن گردن نهند.[۳۶]

## در نگاه دیگران
- حسن حسن‌زاده آملی: «اين قهرمان علمى در جميع علوم مختلف منحصر به فرد بود، هيچ‌كدام از علماى معاصر را عَديل[۳۷] ايشان در جامعيّت علوم و احاطه به آنها نديديم. اديبى بارِع،[۳۸] و صاحب‌قلمى وَزين[۳۹] و رَصين[۴۰] و محكم و سنجيده در علوم ادبى فارسى و عربى بود. به زبان‌هاى فرانسه، عبرى و تركى كاملا مسلط و به انگليسى به اندازۀ رفع احتياج آشنا بود. فقيهى مجتهد و جامع شرايط فقهى در حد كمال بود. فيلسوفى الهى و متبحّر،[۴۱] و حكيمى مُتَضَلِع[۴۲] در حكمت متعاليه و مُشّاء و اِشراق بود. در علوم رياضى به خصوص در هيئت كم‌نظير بود. طبيبى بود كه قانون شيخ‌الرئيس و شرح اسباب[۴۳] را درس مى‌گفت، و مخترع حاذِقى[۴۴] كه با ذهن بلندنگرِ وَقّاد[۴۵] خود برخى آلات رصدى در شناخت قبلۀ بِلاد مختلف را اختراع نمود، و محدّثى خَبير[۴۶] كه از مشايخ حاملان روايت شمرده مى‌شد، و رجالى ماهرى در دِرايت و تشخيص ثِقات[۴۷] از ضعفا بود، و مفسّرى متبحّر در تفسير قرآن كريم و علم قرائات بود. و بالجمله هنگام اشاره به علمايى كه جامع علوم و فنون مختلف بودند، مُشارٌ بالبَنان[۴۸] است، و آثار درخشان ايشان بهترين شاهد صدق[۴۹] بر آنچه بر اين قلم رانده شد، مى‌باشد»؛[۵۰][۵۱] و در جای دیگر گفته، «آقای شَعرانی ذوالفنون بودند. بنده هیچ‌یک از اساتیدم را به تبحر در مَنقول مثل ایشان ندیدم. یکی از کتابهای دوره شفا، علم موسیقی است. مرحوم آقای شَعرانی، موسیقی هم می‌دانست. فرانسه را به اندازه عربی می‌دانست و مسلط بود. جناب علامه شَعرانی در ادبیات، قلم توانایی داشت. فارسی را خیلی سنگین و قوی و فَصیح[۵۲] می‌نوشت. در ریاضیات عالیه. در نجوم، من بارها این مطلب را به عرض رسانده‌ام در میان علمای روحانی ما، در عصر خودم بنده کسی را به تبحر در ریاضیات از ایشان بهتر و برتر ندیدم».[۵۳][۵۴]
- عبدالله جوادی آملی: «مرحوم آقاى شعرانى در طبيعيّات خيلى ماهر بود. ايشان مثال‌هايى را هم كه ذكر مى‌كند يا هندسى است و يا طبيعى و يا طبّى و مانند آن. اگرچه ممكن است مثال در اصل آن بحث نقش نداشته باشد، ولى وقتى طلبه مى‌بيند كه اين مثال را استاد خوب بيان نكرد آن حُسن قبول را دربارۀ گفته‌هاى استاد از دست‌ مى‌دهد و احياناً بعضى از اين ظرافت‌هاست كه از راه مَثَل مى‌تواند مشكل مُمَثِل را حلّ بكند. نوع مثال‌هايى كه ديگران به كمك يك مسئلۀ ساده القا مى‌كردند، مرحوم بوعلی با مسائل طبيعى و رياضى و امثال ذلك القا مى‌كرد. مرحوم آقاى شعرانى در اين بخش‌ها خيلى مسلّط و قوى بود. لذا طبيعيّات اشارات را حضور ايشان خوانديم. مرحوم آقاى شعرانى در رياضيّات هم خيلى مسلّط بودند و علاقۀ شديدى هم به رياضيّات و طبيعيّات داشتند و اين درس‌ها را بايد حتما مطالعه مى‌كردند و مى‌گفتند، ولى براى آن درس‌ها اگر توفيق مطالعه هم پيدا نمى‌كردند باز مسلّط بودند. فكر، فكر رياضى و طبيعى بود. لذا شرح چَغمينى[۵۵] را هم خدمت ايشان خوانديم. مقدارى از مقدمۀ زيج بهادرى[۵۶] را هم خدمت ايشان خوانديم. تا وقتى‌كه از تهران به قم آمديم.»[۵۰][۵۷]

## خاطرات
حسن حسن‌زاده حدود ۲۰ سال شاگردی شعرانی را کرد، و همانطور که انتظار می‌رود، خاطرات بسیاری از این دوران طولانی در ذهنش مانده بود. آنچه در ادامه می‌آید چند خاطره از شعرانی است و هرجا نام راوی نیامده، راوی حسن‌زاده آملی است.
- مرحوم آقا شیخ محمدتقی آملی گفتند: اگر شما بتوانید به محضر شریف ایشان تشرف پیدا کنید و اگر شما را بپذیرند، ایشان شما را اِشباع خواهند کرد و شما راضی خواهید بود. گفتم: اگر ایشان قبول نکردند؟ گفتند: ایشان قبول می‌کنند، می‌توانید از جناب آقای میرزا مهدی الهی‌قمشه‌ای هم استفاده کنید. این دو بزرگوار را ایشان معرفی کردند. نشانی آقای شعرانی را هم ایشان دادند. بنده غروب آمدم سه‌راه سیروس—که حالا چهار راه شده—سؤال کردم و رفتم مسجد، دیدم، که گوشه‌ای نشسته. سلام کردم و نشستم. مواظب بودم تا آقای شعرانی بیاید. این آقاشیخی که آنجا نشسته بود، عمامه کوچکی بر سر داشت و زیر عمامه‌اش هم یک کلاه حصیری بود. آدم خیلی بی‌قید و بی‌رنگ و وارسته‌ای به نظر می‌رسید. تا مؤذن اذان گفت: دیدم که این آقای شیخ برخاست و اقامه نماز کرد. بنده رفتم به صف ایستادم. از یکی از آقایان که در صف نماز حاضر بود، سؤال کردم: این آقا کیست؟ گفت: ایشان آقای حاج میرزاابوالحسن شعرانی است. حالا با آن وصفی که جناب آقای آملی کردند، سبحان‌الله! نماز خواندیم و تمام شد و ایشان که خواستند تشریف ببرند بیرون، من جلویشان را گرفتم و فرمایش آقای شیخ محمدتقی را خدمتشان گفتم. ایشان گفتند ما وقت نداریم و نپذیرفتند. باز هم رفتم، نپذیرفتند. تا بر اثر تکرار زیاد و رفت و آمد، گفتند: ما بنا داریم رَسائِل و مَکاسِبی شروع کنیم، شما می‌خواهید بیایید؟ کم‌کم درِ رحمت باز شد و رفتیم محضر شریف ایشان، که محضر پربرکتی هم برای بنده بود. حضرت آقای شعرانی خیلی به گردن بنده حق دارد. بنده در حضور شریف ایشان ابتدا رسائل و تمام مکاسب را شروع کردم. تمام رسائل و مکاسب شیخ انصاری را به مدت سه سال، خدمت ایشان خواندم. بعد کِفایه را شروع کردیم. بعد اشارات شیخ الرئیس[۵۸] را محضر پربرکت ایشان خواندم. عمده درس تفسیر بنده نیز خدمت آقای شعرانی بود. بنده از اول تا آخر تفسیر مَجمَع‌ُالبَیان طَبرِسی[۵۹] را کلمه به کلمه خدمت ایشان خواندم. خیلی آن محفل درس تفسیر برای من ارزشمند بود. خدمت ایشان که بودم، در سال تعطیلی نداشتیم. بنده یادم نمی‌رود که سال بر ما گذشت و دو روز تعطیل کردیم. یکی روز عاشورا، یکی روز شهادت حضرت امام مجتبی (علیه‌السلام) و بقیه روزها را درس خواندیم. ایشان خودشان شایق بودند.[۶۰]
- یکی از خاطرات خوشی که از محضر شریف ایشان دارم، این است که یک زمستان که برف خیلی سنگینی آمده بود، از حجره آمدم مدرسه مَروی، دور بود می‌خواستم نزدیک‌تر بشود. به این جهت بود وگرنه مدرسه حاج ابوالفتح برای ما، روحانیت و معنویت و برکت داشت. مدرسه مروی هم روحانیت و برکت داشت. ما به سفارش جناب آقای شعرانی به محضر حضرت آقای میرزا محمدباقر آشتیانی آمدیم مدرسه مروی، و ایشان ما را امتحان فرمودند و پذیرفتند و در مدرسه به ما حجره دادند. حالا از مدرسه مروی به درس آقایان می‌رفتم. زمستان، برف سنگینی آمده بود. من از حجره بیرون آمدم، برف را نگاه کردم و مردد بودم که به کلاس درس بروم یا نروم. اگر نمی‌رفتم، دلیلی بر تنبلی و عدم عشق و شوق من بود؛ به هر حال تصمیم گرفتم بروم. رفتم تا در خانه ایشان در سه‌راه سیروس، خواستم درب بزنم. با آن برف سنگین که آمده بود، خجالت کشیدم. مدتی ایستادم که کسی بیرون بیاید، اما کسی نیامد. دیدم وقت درس هم دارد می‌گذرد. در هر صورت درب را زدم. آقازاده ایشان در را باز کردند، وارد شدم و رفتم؛ دیدم ایشان مشغول نوشتن هستند. با انفعال وارد شدم، سلام کردم و به محض نشستن عذرخواهی کردم. گفتم: آقا در این برف مزاحم شدم، می‌خواستم نیایم. گفتند: چرا؟ گفتم: در این برف نمی‌خواستم مزاحم بشوم. گفتند: مگر شما که از مدرسه مروی تا اینجا می‌آمدید، گداها در راه ننشسته بودند و گدایی نمی‌کردند؟ گفتم: چرا؟ گفتند: امروز آنها بودند یا نبودند؟ گفتم: چرا بودند، امروز که روز کسب و کار آنهاست. ایشان گفتند: خوب آنها که تعطیل نکردند، ما چرا تعطیل کنیم.[۶۰][۶۱]
- یک وقتی من مدرسه مَروی بودم؛ یکی از آقایان بزرگوار، استاد نامدار، اهل تألیف گاهی به من سری می‌زد، گاهی از ما حال می‌پرسید، آمد و گفت: از امروزِ تهران خبر داری؟ عرض کردم: آقا، من طلبه‌ام و خبر ندارم. گفت: امروز یک هواپیما کتاب خطی از تهران پرواز کرد برای آمریکا. اینها که پیش می‌آمد، مرحوم آقای شعرانی می‌فرمود که ضرر و صدمه‌ای که بر معارف و فرهنگ این کشور، این پدر و پسر (رضا و محمدرضا پهلوی) زدند، مغول نزده بودند. این هم یکی از فرمایشات ایشان بود.[۶۰][۶۲]
- علی‌اکبر غفاری: «از نظر اخلاقی آنچه از آقای شعرانی در نظرم هست، مردی بود خیلی‌ محتاط؛ در تصرف یک پولی یا مالی ولو کتابی که به ایشان می‌دادند؛ یادم می‌آید که روزی خدمت آقای‌ محدث‌ [اُرمَوی‌] صحبت از آقای شعرانی پیش آمد می‌گفت: ایشان مرد بزرگواری‌ است، واقعا مُتَقی است از جهت اینکه من یک مقدار از این کتاب نقض را به‌ اداره اوقاف فروخته بودم و چون آقای شعرانی در آنجا نظارتی داشت فکر می‌کردم‌ که حتما یک جلدش را به آقای شعرانی داده‌اند بعد از چند ماه در مجلسی از آقای‌ شعرانی سؤال کردم شما کتاب نقض را دیده‌اید؟ اشکالی، عیبی به نظرتان نرسید؟ گفت: من نگرفتم، کتاب نقض ندارم. گفتم: مگر در اداره به شما نداده‌اند؟ گفت: من‌ مال آنجا را تصرف نمی‌کنم چون آنها حقوق موقوفٌ عَلَیهم را رعایت‌ نمی‌کنند وقف‌نامه و این حرف‌ها سرشان نمی‌شود. من به هیچ مالی از آنجا دست نمی‌زنم‌. من (آقای غفاری) خودم یادم می‌آید گاهی وقتی می‌خواستم به ایشان سهم‌ خیلی مختصری بدهم، ایشان می‌گفت: به چه مناسبت به من سهم می‌دهی؟ مناسبتش را معین کن؛ اگر سهم است من بدانم باید چکار بکنم یعنی تصرف‌ نمی‌کرد، عموما متکی بود به اینکه خودش کار کند و از درآمد خودش استفاده کند. این احتیاط‌هایش بود که هم اساتیدم که با ایشان معاشرت و رفت و آمد داشتند نقل می‌کردند، و هم خودم می‌دیدم. خیلی مُقتَصِدانه رفتار می‌کرد، بی‌مَهابا کتاب‌ نمی‌خرید.»[۶۳]
- آن واقعیت عشق به درس و بحث و به مطالعه و تحقیق، واقعیت عشق را داشت. این آثار علمی ایشان چه جور به عمرش وفق داده؟ اصلاً سرتاپا عشق بود. چه بسا برای ما پیش آمد ما نماز صبح را در مدرسه مَروی می‌خواندیم، بین‌الطلوعین کِفایه می‌فرمود منزلشان. کِفایه که تمام می‌شد، بعضی‌ها می‌نشستند، بعضی‌ها می‌رفتند. آقایانی می‌آمدند برای درس مَکاسِب، ما می‌رفتیم برای درس دوم مکاسب. ایشان یک نفسی تازه می‌کرد، انرژی می‌گرفت، قلیان می‌کشید. ما نمی‌کشیدیم، می‌رفت اتاق دیگر قلیان می‌کشید، می‌آمد برای درس مکاسب. درس مکاسب گفته می‌شد. مکاسبی‌ها می‌رفتند و بعضی‌ها می‌نشستند که بنده هم باز از آن نشستگان بودم. اَسفار می‌فرمود یا شفا می‌فرمود یا اشارات می‌فرمود. این درس‌های فلسفی بود. آقایان می‌رفتند، باز بنده می‌نشستم. به تعبیر شریف ایشان، می‌فرمود که حالا نوبت این کفریات شده. ریاضیات و هیئت و اینها را به مُطایِبه می‌گفت کفریات است! چه بسا روزها—خدای علیم لطیف خبیر گواه است—که ما در بین‌الطلوعین می‌آمدیم برای درس کفایه و سر درس آخری مثال مَجِسطی، زیج بهادری و کفریات به تعبیر ایشان، اذان ظهر می‌گفتند و ایشان از صبح تا ظهر به ترتیب، کِفایه بود، اَسفار بود به ترتیب تا اذان ظهر.[۶۴]

## مستندمردان خدا
صدا و سیمای جمهوری اسلامی ایران با تولید و پخش دو قسمت ۱۱ و ۱۲ از مستند مردان خدا با نام «اوستاد اوستادان، علامه میرزا ابوالحسن شعرانی» به معرفی و گرامیداشت وی پرداخت. هر قسمت حدوداً ۴۵ دقیقه می‌باشد. تهیه کننده این مستند علیرضا حسینی است، و بیژن شکر ریز کارگردانی آنرا بر عهده دارد. در ادامه نام و سِمَت کاری برخی دیگر از عوامل مستند آورده شده است.
- دستیار اول کارگردان: علی فخر موسوی
- مدیران تصویربرداری: بابک بذرافشان و وحید فیروز
- تدوین‌گران: علیرضا حسینی و فاطمه رسول‌زاده
- صدابرداران: محمدرضا حسینی، هادی ساعدمحکم و محمدرضا بهمنی
- آهنگسازان: سعید و میلاد محمدی‌مطلق
- خواننده: حسام‌الدین سراج
- طراح صحنه و لباس: فریبرز قربان‌زاده
- طراح و سازندگان تیتراژ: شهرام شیرازیان و آزاده آخوندزاده